# Монморанси-Люксембург, Шарль-Поль-Сижисмон де
Шарль-Поль-Сижисмон де Монморанси (фр. Charles-Paul-Sigismond de Montmorency; 20 февраля 1697 — 26 марта 1785), герцог де Шатийон, Олонн и Бутвиль, маркиз де Руайян, граф де Алло — французский генерал.

## Биография
Сын Поля-Сижисмона де Монморанси-Люксембурга и Мари-Анн де Латремуй.
Поначалу известный как граф д'Олонн, поступил на службу в 1713 году мушкетером. Женившись 3 июля того же года, после отказа своего отца от герцогства принял куртуазный титул герцога д'Олонн; в кампанию 1713 года участвовал в осадах Ландау и Фрайбурга.
3 ноября 1714 получил роту в Руссильонском Королевском кавалерийском полку, но вскоре она была распущена из-за окончания войны.
24 сентября 1716 стал полковником в пехотном полку Олонна, которым командовал в 1719 при осадах Фуэнтеррабии, Кастельона, Сан-Себастьяна, Урхеля и Росаса.
С 28 октября 1721 полковник Нормандского полка. Отказался от него, получив 28 октября 1731 генеральное наместничество в Шароле, в губернаторстве Бургундии, после смерти своего отца. Тогда же принял титул герцога де Шатийона.
Снова командовал Нормандским полком в 1733 при осаде Келя. 20 февраля 1734 произведен в бригадиры, 1 апреля направлен в Рейнскую армию, отличился при осаде Филиппсбурга. В декабре 1734 отставлен от наместничества в Шароле. 1 мая 1735 снова определен в Рейнскую армию.
После того, как граф Алексис де Шатийон, воспитатель дофина, 14 марта 1736 был возведен в ранг герцога, Шарль-Поль-Сижисмон стал именоваться герцогом де Бутвилем.
1 марта 1738 произведен в лагерные маршалы, отставлен от командования Нормандским полком.
Во время войны за Австрийское наследство 1 апреля 1742 направлен в Баварию под командование герцога д'Аркура; в составе четвёртой дивизии участвовал в изгнании австрийцев из курфюршества. Выступив к богемской границе, войска соединились с армией маршала Мальбуа. Зиму провел в Баварии, и вернулся во Францию в июле 1743 со второй дивизией, закончив кампанию в Верхнем Эльзасе под командованием маршала Куаньи.
1 апреля 1744 направлен в Рейнскую армию, 2 мая произведен в генерал-лейтенанты армий короля, содействовал отвоеванию Висамбура, и получил приказ о производстве 13 августа. 23-го был в деле под Аугенумом, 28-го переправился через Рейн, и участвовал в осаде Фрайбурга.
С 5 мая 1745 по 1746 был губернатором Мена, Перша и Лаваля. 1 мая 1746 направлен во Фландрскую армию короля, участвовал в осаде Намюра, битве при Року, и 1 ноября был оставлен на зиму в Нидерландах. В кампанию 1747 служил в той же армии, участвовал в битве при Лауфельде, после чего оставил службу.

## Семья
1-я жена (3.07.1713): Анн-Катрин-Элеонор Летелье де Барбезьё (ум. 21.10.1716), дочь Луи-Франсуа-Мари Летелье, маркиза де Барбезьё, и Луизы-Катрин де Крюссоль-Юзес
2-я жена (19.04.1717): Анн-Анжелик де Арлюс де Вертийи (ум. 28.02.1769), дочь Рене де Арлюса, маркиза де Вертийи, и Анн-Анжелики Годе де Суде
Дети:
- Шарль-Анн-Сижисмон де Монморанси-Люксембург (31.08.1721—21.07.1777), герцог д'Олонн. Жена 1) (22.10.1734): Мари-Этьенетта де Буйон-Фервак (ум. 1749), дочь Анн-Жака де Буйон-Фервака, маркиза де Боннель; 2) (2.06.1753): Аньес де Мьот де Раванн (ум. 1.06.1756); 3) (12.1762): Мари-Жанна-Тереза де Л'Эпине-Мартевиль
- Луи-Виктуар де Монморанси-Люксембург (6.02.1724—20.05.1725), рыцарь Мальтийского ордена
- Мари-Рене де Монморанси-Люксембург (18.06.1726 — ?)

3-я жена (1784): Анн-Мадлен Дельпеш де Кайи (1734—1802), дочь Пьера Дельпеша де Меревиля, маркиза де Кайи, и Мари Пажо де Вийер, вдова Анн-Армана де Жуайёза, маркиза де Вийера